# Bronzani Majdan
Bronzani Majdan är ett samhälle i Bosnien och Hercegovina.   Det ligger i entiteten Republika Srpska, i den nordvästra delen av landet, 150 km nordväst om huvudstaden Sarajevo. Bronzani Majdan ligger 275 meter över havet och antalet invånare är 3 945.
Terrängen runt Bronzani Majdan är platt åt nordost, men åt sydväst är den kuperad. Terrängen runt Bronzani Majdan sluttar norrut.Runt Bronzani Majdan är det ganska tätbefolkat, med 67 invånare per kvadratkilometer.. Närmaste större samhälle är Banja Luka, 19,4 km öster om Bronzani Majdan.
Omgivningarna runt Bronzani Majdan är en mosaik av jordbruksmark och naturlig växtlighet.